# 131-es busz (Budapest)
A budapesti 131-es jelzésű autóbusz az Örs vezér tere és Kisszentmihály, Baross utca között közlekedik. A vonalat az ArrivaBus Kft. és a Budapesti Közlekedési Zrt. üzemelteti.
Kisszentmihály körül körforgalomban jár a Rákospalotai határút – János utca – Csömöri út – Szlovák út – Rákospalotai határút útvonalon.

## Története
2007. augusztus 21-én útvonalát meghosszabbították, Rákosszentmihály, János utca helyett Kisszentmihály, Baross utcáig közlekedik.

## Járművek
A 2008-as paraméterkönyv bevezetése előtt csak Ikarus 260-as buszok közlekedtek, de 2008. augusztus 21-től megjelentek a Ikarus 412-es típusú buszok is a vonalon.

## Útvonala
| Kisszentmihály, Baross utca felé |
| Örs vezér tere M+H vá. – Füredi utca – Vezér utca – Fogarasi út – felüljáró – Csömöri út – Pálya utca – Rákospalotai határút – János utca – Csömöri út – Szlovák út – Kisszentmihály, Baross utca vá. |
| Örs vezér tere felé |
| Kisszentmihály, Baross utca vá. – Szlovák út – Rákospalotai határút – Pálya utca – Csömöri út – felüljáró – Fogarasi út – Vezér utca – Füredi utca – Örs vezér tere M+H vá.                           |

## Megállóhelyei
| 0  | Örs vezér tere M+H végállomás          | 16 | 10, 31, 32, 44, 45, 67, 85, 85E, 97E, 144, 161, 161A, 161E, 168E, 169E, 174, 176E, 231, 244, 276E, 277 80, 81, 82, 82A 3, 62, 62A 410, 419, 430, 440, 441, 484, 485, 486, 505, 508, 509, 510 1040, 1049, 1070, 1075, 1077, 1078 | Metróállomás, Autóbusz-állomás, HÉV-állomás, Volánbusz-állomás, Sugár üzletközpont, Árkád bevásárlóközpont |
| 1  | Álmos vezér útja                       | 14 | 144, 231, 231B 81, 82, 82A | |
| 2  | Vezér utca (↓) Füredi utca (↑)         | 13 | 144, 231, 231B 81, 82, 82A 419 | |
| 3  | Tihamér utca                           | 12 | 144, 231, 231B 81, 82, 82A | |
| 4  | Fogarasi út                            | 11 | 31, 130, 144, 231, 231B 80, 81, 82, 82A | |
| 5  | Fischer István utca                    | 10 | 130, 144, 231, 231B 80 | |
| 8  | Pálya utca (↓) Csömöri út (↑)          | 7  | 31, 92, 92A, 130, 144, 231, 231B | |
| 8  | Baross utca                            | 6  | 231, 231B | |
| ∫  | Pálya utca                             | 6  | 231, 231B | |
| 9  | Rákospalotai határút (↓) Rigó utca (↑) | 5  | 231, 231B | |
| 11 | Rákóczi út                             | ∫  | 277 | |
| 11 | József utca                            | 3  | | |
| 12 | János utca                             | ∫  | 46, 146 | |
| 13 | Vörösmarty utca                        | ∫  | 46, 146 | |
| 14 | Csömöri út                             | ∫  | 31, 46, 130, 144, 146 | |
| 15 | Diófa utca                             | ∫  | 31, 46, 130, 144, 146 | |
| 16 | Mátyás király utca                     | ∫  | 31, 144, 146 | |
| ∫  | Szentmihályi út                        | 2  | 46, 130, 175 | |
| ∫  | Besztercebányai utca                   | 1  | 175 | |
| ∫  | Gusztáv utca                           | 0  | 175 | |
| 17 | Kisszentmihály, Baross utca végállomás | 0  | 175 | |